# Зграда Хранимира Купусаревића
Зграда Хранимира Купусаревића подигнута је у првој половини 19. века у главној улици Зрењанина, улици краља Александра I Карађорђевића, у оквиру Старог градског језгра, као Просторно културно-историјске целине од великог значаја.
Породица Kупусаревић је у своје време била имућна и политички истакнута, а њен најзначајнији члан био је Хранимир, трговац и градски сенатор. Значајну улогу имао је у револуцији 1848. године када је био један од осам истакнутих бечкеречана – учесника у мајској скупштини. По неким изворима, у овој кући је пре 1848. године одседао патријарх Стеван Стратимировић. Поуздано се зна да је на овом месту 1875. године, постојала спратна зграда чији је власник био син Хранимира, Никола Kупусаревић. Највероватније је касније преправљена добивши богатије одрађену фасаду са елементима необарока. Зграда је била обогаћена декоративним балконом који се налазио на средини фасаде, али је он уклоњен у неким ранијим интервенцијама на објекту.
У 20. веку зграда је била у власништву трговца Антона Болесног, који је у приземљу имао своју гвожђарску радњу. Он је 1927. године извршио адаптацију зграде прилагодивши простор тадашњим савременим потребама пословања. То се одразило и на изглед приземља уличне фасаде, када оно добија нове дрвене портале и излоге.
Фасада је обновљена према условима Завода за заштиту споменика културе Зрењанин 2005. године. 